# Blackwood (rivier)
De Blackwood is een belangrijke rivier in de regio South West in West-Australië.

## Geschiedenis
De rivier kreeg haar naam van James Stirling. Hij vernoemde haar in 1830 naar viceadmiraal Henry Blackwood. Stirling werd in 1809 als adelborst in de Royal Navy naar de Warspite getransfereerd onder het bevel van, toen nog kapitein, Henry Blackwood. Stirling kreeg zijn eerste bevel toen hij onder Blackwood diende.
De Aborigines noemden de rivier de Kardakoor Bilya.
De Blackwood overstroomde in 1945, 1946, 1947, 1949 en 1982. In 2017 overstroomde de Blackwood net niet.

## Geografie
De Blackwood begint waar de rivieren Arthur en Balgarup samenkomen, 219 meter boven de zeespiegel, onder Quelarup. Ze stroomt in zuidwestelijke richting door Bridgetown en door Nannup. De Blackwood mondt nabij Augusta uit in de Hardy-inham die via Flinders Bay in verbinding staat met de Indische Oceaan.
Het stroomgebied van de Blackwood is 21.930 km² groot. Het is daarmee het grootste stroomgebied in het zuidwesten van West-Australië. Het stroomgebied strekt zich 330 kilometer landinwaarts uit. Het voert het water af van het - 380 meter boven de zeespiegel gelegen - Yilgarnplateau. Dit gebeurt echter enkel als het zoutmeer Lake Dumbleyun overstroomt. De Blackwood is niet efemeer maar de zijrivieren en kreken die deel uitmaken van het stroomopwaarts gelegen stroomgebied wel. Het grootste deel van het stroomgebied ligt ten oosten van de Darling Scarp waar het de Bannister Uplands en het Darlingplateau draineert. Ten westen van de Darling Scarp voert het stroomgebied water af van het Blackwoodplateau, de Scott Coastal Plain en de Leeuwin-Naturaliste Ridge. 78% van het stroomgebied dient als landbouwgebied.
De benedenrivier ondergaat getijden. Het water uit het estuarium kan tot 42 kilometer landinwaarts reiken.
De Blackwood ligt in een gebied dat een mediterraan klimaat kent met droge hete zomers en koele vochtige winters. Het stroomgebied van de rivier ontvangt een jaarlijkse gemiddelde neerslag rond 600 mm. In het stroomopwaarts gelegen stroomgebied in het oosten is dat slechts 350 mm terwijl dat aan de kust tot 1400 mm kan zijn. De meeste neerslag valt in de winter tussen juni en augustus, de minste neerslag valt 's zomers in januari en februari.
De Blackwood wordt gevoed door 40 waterlopen:
- Balgarup River (215m)
- Arthur River (215m)
- Haddleton Gully (211m)
- Eulin Brook (210m)
- Kitchanning Brook (202m)
- Boree Gully (200m)
- Four Mile Gully (196m)
- Dinninup Brook (196m)
- Boyup Brook (190m)
- Gnowergerup Brook (182m)
- Tweed River (181m)
- Waterhole Gully (165m)
- Ballajup Brook (161m)
- Bull Creek (160m)
- Ti Tree Gully (150m)
- Savages Creek (148m)
- Geegelup Brook (139m)
- Hester Brook (113m)
- Woljenup Creek (113m)
- Maranup Brook (113m)

- Gregory Brook (110m)
- Camp Brook (103m)
- Norilup Brook (101m)
- Balingup Brook (96m)
- Post And Rail Gully (94m)
- Running Brook (94m)
- Quongup Brook (86m)
- Tanjannerup Creek (85m)
- Ellis Creek (80m)
- Pinch Gully (76m)
- Christmas Creek (74m)
- The Dry Brook (73m)
- Long Gully (72m)
- St John Brook (56m)
- McAtee Brook (53m)
- Milyeannup Brook (42m)
- Rosa Brook (33m)
- Adelaide Brook (24m)
- Chapman Brook (13m)
- McLeod Creek (8m)

## Fauna en flora

### Fauna
Tijdens studies in 2004 werden 9 inheemse vissoorten aangetroffen in de Blackwood en haar zijrivieren:
- Galaxias occidentalis
- Tandanus bostocki
- Bostockia porosa
- Nannatherina balstoni
- Edelia vittata
- Afurcagobius suppositus
- Galaxiella munda/Galaxiella nigrostriata
- Leptatherina wallacei
- Pseudogobius olorum

Er werden ook 67 soorten ongewervelden aangetroffen waarvan er 56 in de Blackwood voorkwamen en 47 in de zijrivieren. Bijna 75% daarvan waren Insecta, vooral bestaande uit Diptera, Coleoptera en Crustacea.
Er werden ook steenvliegen aangetroffen die endemisch zijn in het zuidwesten van West-Australië en die nog stammen uit de tijd van Gondwana. Ook de endemische libel Archaeosynthemis macrostigma en de zoetwaterslak Glacidorbis occidentalis stammen uit die periode en werden aangetroffen in het stroomgebied van de Blackwood.
Drie, in het zuidwesten van West-Australië, endemische zoetwaterkreeftsoorten werden in de Blackwood waargenomen, 'marron' (Cherax cainii), 'gilgies' (Cherax quinquecarinatus) en 'koonac' (Cherax crassimanus).

### Flora
Op het Blackwoodplateau groeien voornamelijk eucalyptusbomen, met name jarrah en marri. Meer naar de kust op waar de jaarlijkse gemiddelde neerslag 1000 mm overstijgt en de bodem eerder zanderig is, groeien er ook karribomen. Een groot deel van het stroomgebied van de Blackwood is echter ontbost en door menselijke activiteit ingenomen.
Langs de oevers van de Blackwood groeien voornamelijk 'flooded gums' (Eucalyptus rudis) en 'swamp paperbarks' (Melaleuca rhaphiopylla). Helaas woekert ook het exotische alles verstikkende onkruid 'bridal creeper' (Asparagus asparagoides) er op sommige plaatsen.

### Nationaal Park - IBA
Er liggen een aantal nationaal parken langs de Blackwood. In het nationaal park Blackwood River zijn er twee campings waar men kan kamperen, aan Sues Bridge en aan Warner Glen. 3.353 hectare van het 20.480 hectare grote nationaal park Blackwood River maakt deel uit van de Important Bird Area (IBA) 'Jalbarragup'. Meer dan 1% van de bedreigde dunsnavelraafkaketoepopulatie (Calyptorhynchus latirostris) en een kleine populatie eveneens bedreigde langsnavelraafkaketoes (Calyptorhynchus baudinii) worden er beschermd. Een andere IBA in het stroomgebied van de Blackwood is 'Towerrining Lake and Moodiarrup Swamps', dit omdat meer dan 1% van de Australische stekelstaartpopulatie er periodiek verblijft. Onder meer de Grijskopfuut, Australische bergeend en Australische taling zijn er ook te vinden. Verder beslaan ook het nationaal park Scott en het nationaal park Milyeannup delen van het stroomgebied van de Blackwood.

## Wandelingen
Er liggen een aantal dorpen in de vallei van de Blackwood van waaruit korte wandelingen starten:
- Greenbushes: New Zealand Gully Walk Trail (7 km) - Mining Heritage Walk Trail (3 km)
- Bridgetown: Blackwood River Trail (7 km)
- Balingup: Golden Valley Tree Park Track (2,1 km) - Grimade Road Circuit (12 km - volgt het Bibbulmunwandelpad) - Racecourse Flora Reserve (2 km)
- Boyup Brook: Billabong Reserve Walk (3,2 km) - Town Trail (6 km)
- Nannup: Nannup Riverside Walk (2,5 km) - Kondil Park Walk (3,2 km) - Old Timberline Trail (20 km)

- Library of Congress Control Number: sh85014719
- Nationale Bibliotheek van Israël: 987007283119105171
- Virtual International Authority File: 315526655